# 995
995 је била проста година.

## Догађаји
- Битка код Солуна
- Краљ Ерик Победнички умире у Упсали, након 25 година владавине. Наслеђује га син Олаф Шетконунг, први крштени хришћански владар Шведске.
- Улав I Тригвасон је крунисан за краља Норвешке и гради прву цркву у овој земљи.
- Шкотског краља Кенета II на једном банкету убија леди Финела. Наслеђује га нећак Константин III.
- Византијско-арапски ратови: Цар Василије II покреће противкампању против Фатимидског калифата. Он предводи византијску експедициону војску (13.000 људи) да помогне Хамданидском емиру Саиду ал-Давли и прелази Малу Азију за само шеснаест дана. Василије подиже опсаду Алепа и преузима долину Оронта. Он укључује Сирију у Византијско царство (укључујући и већи град Антиохију) које је седиште њеног истоименог патријарха.
- Краљ Ерик Победнички умире у Упсали, после 25-годишње владавине. Наследио га је син Олаф Шетконунг, као први крштени хришћански владар Шведске.
- 28. септембар – Болеслав II (Побожни), војвода од Чешке, напада замак Либице и масакрира чланове династије Славник.
- Ухтред (Смели), син Еалдормана Валтеофа од Нортамбрије, оснива епископско седиште у Дараму и тамо премешта монашку заједницу из Честер-ле-Стрита.
- Горјео-Китански рат: Преговори које води корејски дипломата Со Хуи спречавају инвазију у пуном обиму на династију Лиао предвођену Киданима. Краљ Сеонгјонг прихвата Лиаове захтеве – и пристаје да прекине савез са кинеском династијом Сунг. Горјео постаје држава притока Лиао, китанска војска (60.000 људи) се повлачи док Сеонгјонг наређује да се ојача корејска гранична одбрана.
- Земљотрес у Балуу 995. Наводно је утицао на јерменске области Балу, Цопк (или Цовк), Палнатун (или Палин) и округе Хастеанк и Ксорјеан. Погођене области су области у тренутно граничном подручју између Јерменије и Турске.

## Рођења
- Улав II Свети, краљ Норвешке (у. 1030)

## Смрти
- Хајнрих II, војвода Баварске (р. 951)
- Кенет II, краљ Шкотске